# ロング・アウェイ
「ロング・アウェイ」 (英語: Long Away) は、クイーンによるアメリカ、カナダ、ニュージーランドで1977年にリリースされたシングル曲。1976年のアルバム『華麗なるレース』A面の3番目のトラックである。ブライアン・メイが作曲し、リード・ヴォーカルを担当している。『ノー・ワン・バット・ユー』がリリースされるまで、フレディ・マーキュリー以外がリード・ヴォーカルを担当する唯一のシングル曲である。

## 解説
メイがレッド・スペシャル以外のギターを使用している数少ない曲の1つでもあり、リズムギターには、バーンズ（en:Burns London）の12弦ギターを使用していた。ジョン・レノンを尊敬していたメイは、もともとリッケンバッカー・ギターを使いたがっていたが、リッケンバッカーの薄いネックでは上手く演奏できなかった。
歌詞は、スターダムに興味がないブライアンが、ロックスターと家庭の両立について悩んでいる内容であると分析されている。
2005年のロンドンでのファンクラブ・コンベンションでは、歌が入る前のデモ・バージョンが披露された。
2019年、ファンがこの曲をモチーフにした動画をインスタグラムにアップしたところ、ブライアン本人が感激のあまり自らのアカウントで取り上げた。しかしその時のコメントで「この曲はシングルにはなっていない」と誤ったコメントをしたため、フォロワーから間違いを指摘され、訂正した。

## シングル収録曲
1. ロング・アウェイ - Long Away (May)
2. ユー・アンド・アイ - You and I (Deacon)

## ライブ
1977年の1月。「A Day at the Races Tour」で、この曲はリハーサルはされたが、フレディによってライブで演奏されることはなかった。
2005年の「クイーン+ポール・ロジャース」のツアーでは5回ほど「'39」の前に断片的に演奏され、11月1日の名古屋でのコンサートでも演奏された。リード・ヴォーカルはブライアン。
2010年5月、ロジャーとブライアンが、ロンドンで行われたテイラー・ホーキンス＆コートテイル・ライダーズのライヴにゲストで出演した際に、この曲がフルで演奏された。

## 評価
ワシントン・ポストはこの曲を「アルバムの中でもベストな曲であり、ビートルズやバーズなどの60年代のサウンドへの愛情が感じられる」と評し、サーカス誌でも、同様にビートルズとバーズを思わせると書かれ、アルバムの他の曲とは一線を画すリアルさがあり、鼻持ちならない感じもないと評している。

## オリジナルアルバム以外の収録
- ディープ・セレクション 1973-1976
- クイーン・フォーエヴァー

## 担当
- ブライアン・メイ: ヴォーカル、ギター
- ロジャー・テイラー: ドラム、コーラス
- ジョン・ディーコン: ベース
- フレディ・マーキュリー: コーラス